# 草野速仁
草野 速仁（くさの はやと、1976年6月3日 - ）は日本の俳優。
長崎県島原市出身の父親と新潟県湯沢町出身の母親との間に東京都荒川区にて生まれる。2歳の時に茨城県石岡市へ転居。18歳ヤマグチ土浦ボクシングジムよりプロデビュー
、21歳で怪我により引退。俳優を志し奥田瑛二に師事。
身長172cm、体重63kg。

## 出演

### 映画
- すてごろ（監督：光石富士朗、2003年）
- るにん（監督：奥田瑛二、2004年）
- 長い散歩（監督：奥田瑛二、2006年）
- ロストクライム -閃光-（監督：伊藤俊也、2010年）
- ロストパラダイス・イン・トーキョー（監督：白石和彌、2010年）
- パートナーズ（監督：下村優、2010年）
- 戦争と一人の女（監督：井上淳一、2013年）
- 今日子と修一の場合（監督：奥田瑛二、2013年）
- るろうに剣心（監督：大友啓史、2013年）
- 凶悪（監督：白石和彌、2013年）
- はなればなれに（監督：下手大輔、2014年）
- 断食芸人（監督：足立正生、2016年）
- 塀の中の神様（監督：高橋伴明、2016年）
- 暗黒女子（監督：耶雲哉治、2017年）
- 銀魂（監督：福田雄一、2017年）
- 死刑にいたる病(監督：白石和彌　2022年)

### ドラマ
- 「警視庁捜査一課9係」 (TC・12)
- 「再捜査刑事11」（EX・17）
- 「相棒15」（EX・16）
- 「黒い十人の女」（CX・16）
- 「侠飯」（TX・16）
- 「ワイルドヒーローズ」（NTV・16）
- 「ワカコ酒2」（BSジャパン・16）
- 「東京オリンピック世紀の大犯罪～吉展ちゃん事件～」（CX・14）
- 「マルホの女」（TX・14）
- 「刑事110キロ」（TX・14）
- 「ひとりじゃない」（BSフジ・11）
- 「ビート」演出：奥田瑛二（WOWOW・11）
- 「テンペスト」（NHKBSプレミアム・11）
- 「チェイス国税査察官」レギュラー（NHK・10）
- 「宿命1969-2010」レギュラー（ABC・10）
- 「慶次郎縁側日記」（NHK金曜時代劇・04）
- 特捜9（2019年） ‐ 近藤正明
- 妖怪シェアハウス（2020年） ‐ 那須純一郎
- 正直不動産 第9話（2022年5月31日、NHK）

### DVDシネマ
- 修羅の花道（監督：辻裕之、2013年）
- 裏切りの仁義（監督：片岡修二、2016年）

### 舞台
- 劇団DOGADOGA+　作・演出：望月六郎
- 「贋作・春琴抄」
- 「贋作・伊豆の踊り子」
- 「贋作・舞姫」
- 「桜SAKURAサクラ」
- 「死神行進曲」（主演）

など多数